# Шералы
Шералы (кирг. Шералы) — село в Узгенском районе Ошской области Кыргызстана. Входит в состав Кароолского аильного округа. Код СОАТЕ — 41706  255 832 05 0

## Население
По данным переписи 2023 года, в селе проживало 5 345 человек.